# Ulica Bytomska w Świętochłowicach
Ulica Bytomska − jedna z głównych ulic Świętochłowic przebiegająca przez dzielnice Chropaczów, Piaśniki i Centrum.
Została zbudowana w XIX wieku i łączyła osadę Świętochłowice z Bytomiem.
Przy ulicy znajduje się Ośrodek Sportu i Rekreacji "Skałka". Przebiega ona nad Drogową Trasą Średnicową, gdzie znajduje się jedno z ważniejszych skrzyżowań na jej całym odcinku. W dzielnicy Centrum przy ulicy znajdują się kamienice z XIX i początku XX wieku.
Wzdłuż prawie całej ulicy (99%) przebiegają tory linii tramwajowej ZTM 7 oraz 17.